# Balinskycercella
Balinskycercella is een geslacht van steenvliegen uit de familie Notonemouridae. De wetenschappelijke naam van het geslacht is voor het eerst geldig gepubliceerd in 1995 door Stevens & Picker.

## Soorten
Balinskycercella omvat de volgende soorten:
- Balinskycercella fontium (Balinsky, 1956)
- Balinskycercella gudu (Balinsky, 1956)
- Balinskycercella tugelae (Balinsky, 1956)